# Мікімаусинг

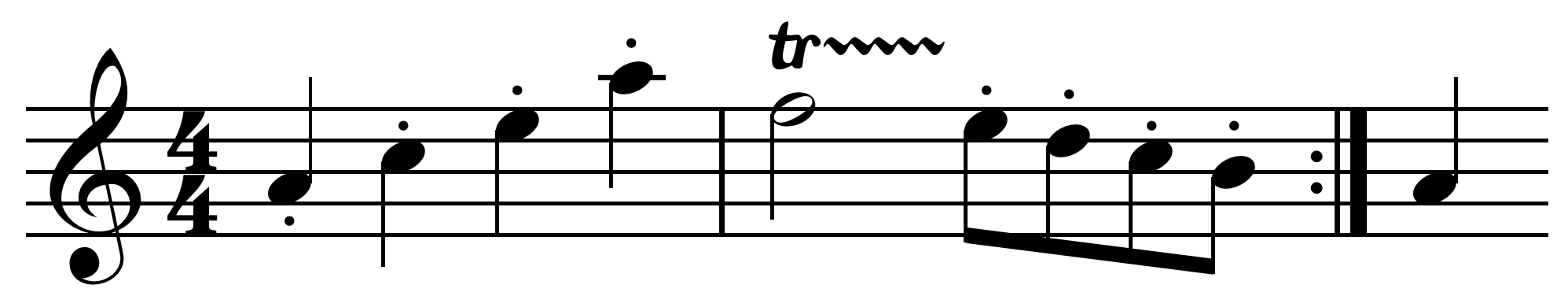
Мікімаусинг використовувався з різновидами Mysterioso Pizzicato (теми Лиходія), наприклад, з кроками, синхронізованими з нотами

«Мікімаусинг» (англ. Mickey Mousing) (синхронізоване, дзеркальне або паралельне озвучення) — кінотехніка, яка синхронізує музичний супровід з діями на екрані, «відповідність руху музиці», або «Точна відповідність музичного супроводу зображенню». Термін походить від ранніх і пізніших фільмів Волта Діснея, де музика майже повністю імітує анімаційні рухи персонажів. Мікімаусинг може використовувати музику, щоб "підсилити дію, точно імітуючи її ритм. ... Часто використовувана в 1930-х і 1940-х роках, особливо Максом Штайнером, сьогодні вона дещо втратила популярність, принаймні в серйозних фільмах, через надмірне використання. Однак вона все ще може бути ефективною, якщо використовується творчо". Мікімаусинг і синхронізація допомагають впорядкувати враження від перегляду, вказати, наскільки події мають вплинути на глядача, і надати інформацію, яка не присутня на екрані. Ця техніка "дає змогу побачити, що музика "бере участь" у дії, що її можна швидко і змістовно інтерпретувати... а також підсилює враження глядача від сцени". Мікімаусинг може також створювати ненавмисний гумор і використовуватися в пародії або для самопосилання.
Часто не музика синхронізується з анімаційною дією, а навпаки. Особливо це стосується класичних або інших відомих творів. У таких випадках музика для анімації записується заздалегідь, і аніматор має аркуш експозиції з позначеними на ньому ритмами, кадр за кадром, і може відповідно синхронізувати рухи в часі. У фільмі «Фантазія» 1940 року музичний твір «Учень чаклуна» Поля Дюка, написаний у 1890-х роках, містить фрагмент, який використовується для супроводу дій самого Мікі Мауса. У якийсь момент Мікі, як учень, хапає сокиру і рубає на шматки зачаровану мітлу, щоб вона перестала нести воду до ями. Візуальна дія синхронізована з музичними акордами.

## Приклади
Перше відоме використання мікімаусингу відбулось в «Пароплавчику Віллі» (1928), першому мультфільмі про Мікі Мауса від Волта Діснея, музику до якого написав Вілфред Джексон. В анімаційному короткометражному фільмі 1931 року «Змусь їх рухатися» (Making 'Em Move) тема «Mysterioso Pizzicato» — «мікімаусується» із дією — спочатку для того, щоб викликати «хибне передчуття зловісного», коли цікавий відвідувач заходить на анімаційну фабрику, а потім знову, — щоб супроводжувати лиходія в мультфільмі-у-мультфільмі. У «Кінг-Конгу» (1933) мікімаусинг використовується проотягом усього фільму, і описується Макдональдом як «можливо, найбільш примітний аспект партитури Штайнера для „Кінг-Конга“.» Сегменти спадної шкали, що супроводжують ходу шефа сходами до вечірки Денхема, продовжуються і після того, як камера зупиняється на Денхемі, маючи на увазі продовження спуску донизу та підтримання напруги. Деякі сцени у фільмі «Інформатор» (The Informer, 1935) були зняті синхронно з попередньо записаною партитурою. У фільмі «Касабланка» (1942) ця техніка використовується лише наприкінці фільму, коли капітан Рено викидає пляшку води «Віші». У фільмі «Рапсодійний кролик» (Rhapsody Rabbit, 1946) зображено Багза Банні, який ковзає туди-сюди між виконанням угорської рапсодії та різноманітною музикою, що «мікімаусить» його дії. Приклади мультфільмів включають Том і Джеррі (1940—1957), Гидке каченя (Ugly Duckling, 1931), Запаморочливі страви (Dizzy Dishes, 1930) і Барнакл Білл (Barnacle Bill, 1930). Пол Сміт використовував цю техніку в кількох партитурах для документальних фільмів True-Life Adventures у п'ятдесятих роках, включаючи «У долині бобрів» (In Beaver Valley), «Пів-акра природи» (Nature's Half Acre), «Водні птахи» (Water Birds) і «Олімпійський лось» (The Olympic Elk).
Приклад мікімаусингу використаний у партитурі Монті Нормана до першого фільму про Джеймса Бонда «Доктор Ноу» (1962), в якому Бонд неодноразово б'є тарантула, що заповз до нього в ліжко. Письменники відзначають анахронічність цього прийому в контексті всієї серії, оскільки плідний композитор Бондіани Джон Баррі ніколи не використовував його в жодному з наступних фільмів. Техніка також використовується для супроводу побиття Біллом Сайксом Ненсі у фільмі «Олівер!» (1968). У цьому випадку музика частково використовується для того, щоб «перекривати» її крики, коли її б'ють. У фільмі Кеннета Брани «Багато галасу з нічого» (Much Ado About Nothing, 1993) мікімаусинг з'являється на початку, причому візуальний ряд сповільнюється, щоб відповідати музиці, створюючи навмисний злегка комічний ефект.
У відеоіграх мікімаусинг може зустрічатися в динамічних звукових композиціях, таких як реакція або вказівка (наприклад, у відповідь на дію персонажа або для попередження гравця про закінчення зворотного відліку), і часто зустрічається в іграх-платформерах.

## Критика
Термін «мікімаусинг» також використовується як принизливий, маючи на увазі, що техніка, яка використовується у постановках для дорослих, занадто спрощена і більше підходить для підліткової аудиторії. Техніка також асоціюється з мелодрамою. Техніку критикують за візуальну дію, яка — без вагомих підстав — дублюється у супроводжуючій музиці або тексті, що є скоріше слабкою стороною постановки, аніж сильною. Ньюлін перераховує шість інших функцій, які може виконувати музика, окрім цієї. Скарги на цю техніку можна знайти ще в 1946 році, коли Чак Джонс скаржився, що «чомусь багато мультиплікаційних музикантів більше переймаються точною синхронізацією чи „мікімаусингом“, ніж оригінальністю свого внеску чи різноманітністю аранжування». У 1954 році Жан Кокто назвав «мікімаусинг» найвульгарнішим прийомом, що використовується у кіномузиці. У 1958 році Ганс Айслер описав «мікімусинг» так: «Ця жахлива вагнерівська техніка ілюстрації! Коли вони говорять про собаку, хтось в оркестрі гавкає… для кохання у нас є скрипки дівізі мі мажор… Це нестерпно».
«Цікаво, що мікімаусинг став уособленням найгірших надмірностей голлівудського кінематографу. Можливо, як сучасні глядачі, ми вже не звикли до мікімаусингу в фільмах (його використання радикально зменшилося у п'ятдесятих роках і пізніше). Проте, практика ловити кожну мить за допомогою музики має візуальний еквівалент, і мікімаусинг був змушений нести основний тягар критики за надмірну надокучливість, яку він лише частково створює».